# Lago Keezer
El lago Keezer (en alemán: Keezersee) es un lago situado en el distrito de Ludwigslust-Parchim, en el estado de Mecklemburgo-Pomerania Occidental (Alemania), a una altitud de 22.6 metros; tiene un área de 117 hectáreas.